# Map of the Problematique
Map of the Problematique is een nummer van de Britse rockband Muse en het de vijfde single van hun vierde studioalbum Black Holes and Revelations. De single kwam op 18 juni 2007 uit als muziekdownload vanwege de concerten die Muse zal geven in het Wembley Stadium. Het nummer behaalde de 18e positie in de UK Singles Chart.

## Achtergrond
Map of the Problematique kent een grote gelijkenis met het nummer Enjoy the Silence van Depeche Mode, wat betreft de opbouw van de akkoorden. Matthew Bellamy heeft in diverse interviews verklaard Depeche Mode als inspiratie te hebben gebruikt.
De titel van het nummer is een verwijzing naar het boek De grenzen aan de groei van de Club van Rome. De zin "Fear and panic in the air" in het nummer verwijst waarschijnlijk naar de twee manen van de planeet Mars: Phobos en Deimos. Deze zijn vernoemd naar de Griekse goden van angst en paniek.

## Nummers
| 1.                 | Map of the Problematique                                        | 4:18 |
| 2.                 | Map of the Problematique (remix door Does it offend you, yeah?) | 4:24 |
| 3.                 | Map of the Problematique (live, AOL-sessie)                     | 4:25 |
| Totale duur: 13:07 |                                                                 |      |

| 1.                 | Map of the Problematique                                        | 4:18 |
| 2.                 | Map of the Problematique (live, Wembley Stadium)                | 5:05 |
| 3.                 | Map of the Problematique (Rich Costey-versie)                   | 3:40 |
| 4.                 | Map of the Problematique (remix door Does it offend you, yeah?) | 4:24 |
| 5.                 | Map of the Problematique (live, AOL-sessie)                     | 4:25 |
| Totale duur: 21:52 |                                                                 |      |

## In andere media
- Map of the Problematique werd gebruikt in de openingsceremonie  van de Olympische Zomerspelen van 2012.[6]
- Het nummer werd gebruikt voor vele televisiedoeleinden, zoals de Britse sciencefictionserie Primeval, het autoprogramma TopGear, het kookprogramma MasterChef en trailers voor Children of Men en The Tourist.

## Trivia
- Ondanks dat Map of the Problematique een single is, is er geen videoclip van het nummer uitgebracht. Hetzelfde gebeurde met Cave.